# Ceramius fonscolombei
Ceramius fonscolombei är en stekelart som beskrevs av Pierre André Latreille 1810. Ceramius fonscolombei ingår i släktet Ceramius och familjen Masaridae. Utöver nominatformen finns också underarten C. f. oraniensis.